# Seto no hanayome
Seto no hanayome (jap. 瀬戸の花嫁) – manga autorstwa Tahiko Kimury, publikowana w latach 2002–2008 na łamach magazynu „Gekkan Gangan Wing” wydawnictwa Square Enix, a następnie w 2010 roku w magazynie „Gekkan Gangan Joker” tego samego wydawcy. Całość została zebrana w 16 tomach.
Na podstawie mangi studia Gonzo i AIC wyprodukowały serial anime, który emitowano od kwietnia do września 2007 w stacji TV Tokyo. Powstały również dwa odcinki OVA wydane w listopadzie 2008 i styczniu 2009.

## Fabuła
Pewnego dnia podczas wakacji nad morzem Nagasumi Michishio zostaje uratowany przed utonięciem przez syrenę imieniem Sun Seto. Jednak zgodnie z prawem syren, należy stracić albo syrenę, której tożsamość została ujawniona, albo człowieka, który ją zobaczył. Jedynym „rozwiązaniem” okazuje się być ślub dwójki, który jednak jest dopiero początkiem wielu innych problemów i nieporozumień, zwłaszcza z ojcem Sun, który chce zabić Nagasumiego, ponieważ sprzeciwia się idei małżeństwa swojej córki.

## Bohaterowie

### Rodzina Michishio
- Nagasumi Michishio (jap. 満潮 永澄 Michishio Nagasumi)

Seiyū: Takahiro Mizushima 
- Ojciec Nagasumiego (jap. 永澄の父 Nagasumi no chichi)

Seiyū: Atsushi Imaruoka 
- Matka Nagasumiego (jap. 永澄の母 Nagasumi no haha)

Seiyū: Noriko Namiki 
- Babcia Nagasumiego (jap. 永澄の祖母 Nagasumi no sobo)

Seiyū: Eriko Matsushima 

### Rodzina Seto
- Sun Seto (jap. 瀬戸 燦 Seto San)

Seiyū: Haruko Momoi 
- Gozaburo Seto (jap. 瀬戸 豪三郎 Seto Gōzaburō)

Seiyū: Kenta Miyake 
- Ren Seto (jap. 瀬戸 蓮 Seto Ren)

Seiyū: Makiko Nabei 

### Członkowie Grupy Seto
- Masa (jap. 政)

Seiyū: Katsuki Murase 
- Maki (jap. 巻)

Seiyū: Natsuko Kuwatani 
- Shark Fujishiro (jap. シャーク藤代 Shāku Fujishiro)

Seiyū: Takehito Koyasu 
- Maguro (jap. マグロ)

Seiyū: Kōki Harasawa 
- Burio (jap. ブリ夫)

Seiyū: Atsushi Imaruoka 
- Ajitaro (jap. アジ太郎)

Seiyū:  Keisuke Fujii 
- Octopus Nakajima (jap. オクトパス中島 Okutopasu Nakajima)

Seiyū: Masashi Yabe 

### Rodzina Edomae
- Lunar Edomae (jap. 江戸前 留奈 Edomae Runa)

Seiyū: Sakura Nogawa 
- Tata Luny (jap. ルナパパ Runa-Papa)

Seiyū: Tesshō Genda 

### Inni
- Mawari Zenigata (jap. 銭形 巡 Zenigata Mawari)

Seiyū: Rika Morinaga 
- Hideyoshi Sarutobi (jap. 猿飛 秀吉 Sarutobi Hideyoshi)

Seiyū: Masashi Yabe 
- Przewodnicząca klasy (jap. 委員長 Iinchō)

Seiyū: Noriko Rikimaru 
- Kai Mikawa (jap. 三河 海 Mikawa Kai)

Seiyū: Daisuke Ono 
- Akeno Shiranui (jap. 不知火 明乃 Shiranui Akeno)

Seiyū: Rika Morinaga 

## Manga
Seria ukazywała się od 26 lipca 2002 do 26 lutego 2008 w magazynie „Gekkan Gangan Wing”. Następnie została przeniesiona do czasopisma „Gekkan Gangan Joker”, gdzie była publikowana od 22 maja do 22 listopada 2010. Wydawnictwo Square Enix zebrało jej rozdziały w 16 tankōbonach, wydanych między 27 lutego 2003 a 22 lutego 2011.
| Nr | Data wydania (język japoński) | ISBN (język japoński)  |
| -- | ----------------------------- | ---------------------- |
| 1  | 27 lutego 2003                | ISBN 4-7575-0880-8     |
| 2  | 26 lipca 2003                 | ISBN 4-7575-0986-3     |
| 3  | 27 listopada 2003             | ISBN 4-7575-1073-X     |
| 4  | 27 kwietnia 2004              | ISBN 4-7575-1189-2     |
| 5  | 27 sierpnia 2004              | ISBN 4-7575-1257-0     |
| 6  | 27 grudnia 2004               | ISBN 4-7575-1341-0     |
| 7  | 27 kwietnia 2005              | ISBN 4-7575-1417-4     |
| 8  | 27 września 2005              | ISBN 4-7575-1532-4     |
| 9  | 27 marca 2006                 | ISBN 4-7575-1648-7     |
| 10 | 27 lipca 2006                 | ISBN 4-7575-1730-0     |
| 11 | 27 listopada 2006             | ISBN 4-7575-1818-8     |
| 12 | 27 marca 2007                 | ISBN 4-7575-1976-1     |
| 13 | 27 lipca 2007                 | ISBN 4-7575-2058-1     |
| 14 | 27 marca 2008                 | ISBN 978-4-7575-2247-3 |
| 15 | 22 lutego 2011                | ISBN 978-4-7575-3141-3 |
| 16 | 22 lutego 2011                | ISBN 978-4-7575-3142-0 |

## Anime
Na podstawie mangi powstał telewizyjny serial anime wyprodukowany przez studia Gonzo i AIC. Za reżyserię odpowiadał Seiji Kishi, scenariusz napisał Makoto Uezu, a muzykę skomponował Yasuharu Takanashi. 26-odcinkowa seria była emitowana w stacji TV Tokyo od 1 kwietnia do 30 września 2007.
Powstały także dwa odcinki OVA. Pierwszy, zatytułowany „Jin” (jap. 仁), został wydany 28 listopada 2008, drugi zaś, zatytułowany „Gi” (jap. 義), ukazał się 30 stycznia 2009.

### Ścieżka dźwiękowa
| Nr             | Tytuł                                | Wykonawcy   | Źródło   |
| Czołówka       | Czołówka                             | Czołówka    | Czołówka |
| -------------- | ------------------------------------ | ----------- | -------- |
| 1              | „Romantic Summer”                    | Sun & Lunar | [ 3 ]    |
| Napisy końcowe |                                      |             |          |
| 1              | „Asu he no hikari” (jap. 明日への光) | Asuka Hinoi | [ 3 ]    |
| 2              | „Dan Dan Dan”                        | Sun & Lunar | [ 3 ]    |